# Fønixordenen
|  | For den græske orden, se Føniksordenen (Grækenland) |
Fønixordenen er en fiktiv hemmelig orden i roman-serien Harry Potter. Ordenen optræder første gang i Harry Potter og Fønixordenen. 

## Fønixordenens historie
Fønixordenen blev grundlagt af Hogwarts' rektor Albus Dumbledore, da Lord Voldemort havde sin storhedstid første gang, som et forsøg på at forhindre Voldemort og hans dødsgardister i at få total kontrol over det magiske samfund. Fønixordenen blev sat på vågeblus efter Voldemort forsvandt, efter han havde prøvet at dræbe den spæde Harry Potter. 
Da Voldemort vender tilbage og igen truer det magiske samfund bliver Fønixordenen gendannet. De får til huse i Familien Blacks gamle hus, der nu ejes af Sirius Black. Hovedformålet er, som for den Oprindelige orden, at bekæmpe Voldemort; en sideeffekt heraf er, at Ordenen påtager sig en stor del af ansvaret for Harrys sikkerhed under hans skoletid, da det er blevet spået at han vil blive Voldemorts banemand. 
Adskillige troldmænd og hekse var medlem af både den Oprindelige og den Gendannede Orden.

## Ordenens medlemmer
| Figurer                 | Oprindelige / Gendannede Orden | Bedrifter og opgaver for Fønixordenen. |
| ----------------------- | ------------------------------ | --- |
| Sirius Black            | Gendannede Fønixorden          | Harry Potters gudfar. Sirius er med til at genskabe Ordenen, og lægger blandt andet hus til det nye hovedkvarter på Grumsted Plads 12. Da han stadig er eftersøgt for sin flugt fra Azkaban har han ordre om at holde sig inden døre; han bruger derfor det meste af sin tid på at rydde op i det forfaldne hus og fjerne de besværlige besværgelser, hans familie har kastet rundt omkring. Samtidig forsøger han at forhindre husalfen Kræ i at bringe tingene tilbage som de var, før Sirius overtog huset. Sirius er med i kampen i Mysteriedepartementet, og kæmper mod sin kusine Bellatrix Lestrange og Lucius Malfoy. Sirius afvæbner Malfoy men Bellatrix rammer ham med en besværgelse, der kaster ham bagud og ind gennem en stenbue, der er en indgang til dødsriget, hvorved han dræbes. I bogen er det en Lammer der kaster ham tilbage, men i filmen er det Avada Kedavra, der dræber ham med det samme. |
| Amelia Bones            | Begge                          | Susan Bones' tante, Edgar Bones' søster. Arbejder i Ministeriet for Magi. Dræbt af dødsgardister. |
| Edgar Bones             | Oprindelige Fønixorden         | Amelia Bones' bror. Dræbt under Voldemorts første magtperiode. |
| Caradoc Dearborn        | Oprindelige Fønixorden         | Død; årsag eller tidspunkt oplyses ikke. |
| Fleur Delacour          | Gendannede Fønixorden          | Kommer fra Frankrig og har gået på skolen Beauxbatons. Hun optræder først i Flammernes Pokal hvor hun er deltager i Turneringen i Magisk Trekamp. Efter skolen bliver Fleur gift med Bill Weasley. Hun indlemmes senere i Ordenen og deltager i Slaget om Hogwarts. |
| Dedalus Diggle          | Begge                          | En gammel mand der holder til i Den Utætte Kedel. Han optræder kun i De Vises Sten. |
| Elphias Dodge           | Oprindelige Fønixorden         | Der gives ingen oplysninger om hans virke for Ordenen. |
| Peter Pettigrew         | Oprindelige Fønixorden         | Der vides ikke noget om hvad han gjorde for Ordenen, blot at han blev ekskluderet fra den da han forrådte Lily og James Potter, og gik over til at adlyde Voldemort som en af hans dødsgardister. |
| Aberforth Dumbledore    | Oprindelige Fønixorden         | Albus Dumbledores bror. Han er krovært på kroen Det Glade Vildsvin i Hogsmeade. Albus nævner i Flammernes Pokal at Aberforth engang blev dømt for at udøve upassende magi på en ged. Aberforth fortæller i Dødsregalierne hele historien om sig selv, Ariana, Albus Dumbledore og Gellert Grindelwald, om hvordan deres venskab var og hvordan det blev splittet. Det er også ham der hjælper Hermione, Harry og Ron i skjul fra Dødsgardisterne i Hogsmeade. Aberforth har et lille portræt af Ariana hængende på væggen men som også er en skjult indgang til Hogwarts, som trekløveret benytter. Aberforth benytter senere den samme indgang til at advare og snakke med Harry på Hogwarts. |
| Albus Dumbledore        | Begge                          | Grundlægger af Fønixordenen. Han er rektor på Hogwarts og holder flere gange en beskyttende hånd over Harry i løbet af dennes liv. Han sørger for at den spæde Harry bliver fjernet fra det magiske samfund efter angrebet fra Voldemort, så han kan vokse op i sikkerhed hos familien Dursley. I Halvblodsprinsen giver han Harry enetimer og bliver dræbt af Severus Snape sidst i historien. |
| Alastor Skrækøje Dunder | Begge                          | Eks-Auror. Han er en af de personer der i Fønixordenen redder Harry fra hans indespærring i Dursleys hjem. Han deltager også i kampen i Dødssalen i Mysteriedepartementet. Han er en af de personer der skal fragte Harry fra familien Dursleys hjem til Vindelhuset, men bliver dræbt af Voldemort i kampen da de prøver at flygte fra dødsgardisterne. |
| Benjy Fenwick           | Oprindelige Fønixorden         | Død; årsag eller tidspunkt oplyses ikke. |
| Arabella Figg           | Begge                          | Medlem af både den Originale og den Gendannede Fønixorden. Hun er Fuser, der bor i nærheden af familien Dursley; da hun er ukendt for det magiske samfund er hun i stand til at holde øje med Harry for Ordenen, og beskytter ham således mod Voldemort og Dementorer. |
| Mundungus Fletcher      | Begge                          | Han er med til at hjælpe Harry med at slippe fra familien Dursleys hus til Vindelhuset, selv om han flygter midt i den kamp, der opstår. |
| Frank Longbottom        | Oprindelige Fønixorden         | Nevilles far og en dygtig Auror. Han blev torteret af Dødgardister til han tabte forstanden, og er derfor permanent indlagt på Skt. Mungos. |
| Alice Longbottom        | Oprindelige Fønixorden         | Nevilles mor. Hun blev torteret af Dødgardister til hun tabte forstanden, og er derfor permanent indlagt på Skt. Mungos. |
| Remus Lupus             | Gendannede Fønixorden          | En varulv. Han underviser i Forsvar mod Mørkets Kræfter på Harrys tredje år på Hogwarts. Han er med i kampen i Mysteriedepartementet, samt i Slaget om Hogwarts, hvor han dræbes. Lupus dør sammen med sin kone Tonks under det sidste slag mod Dødsgardisterne inden Voldemorts død. |
| Marlene McKinnon        | Oprindelige Fønixorden         | Død; årsag eller tidspunkt oplyses ikke. |
| Dorcas Meadowes         | Oprindelige Fønixorden         | Død; årsag eller tidspunkt oplyses ikke. |
| Sturgis Podmore         | Begge                          | Han skulle have været en del af den eskorte, der følger Harry til Perron 9 3/4, men mødte aldrig op. Især "skrækøje" Dunder blev rasende over hans fravær. Det viste sig senere, at han var blevet dræbt af Voldemort. |
| Lily Potter             | Oprindelige Fønixorden         | Harrys mor. Lily var en af Albus Dumbledores mest loyale tilhængere, og tre gange stod hun overfor Voldemort og undslap. Hun blev dræbt af Voldemort, mens hun forsvarede den spæde Harry; dette sendte Voldemort ud i en nær-død eksistens i mange år, til Harry begynder sit første år på Hogwarts. |
| James Potter            | Oprindelige Fønixorden         | Harrys far og medlem af den Originale Fønixorden. James var en af Dumbledores mest loyale tilhængere, og tre gange stod han overfor Voldemort og undslap. Han blev dræbt af Voldemort, da denne forsøgte at dræbe den spæde Harry. |
| Fabian Prewett          | Oprindelige Fønixorden         | Død; årsag eller tidspunkt oplyses ikke. |
| Gideon Prewett          | Oprindelige Fønixorden         | Død; årsag eller tidspunkt oplyses ikke. |
| Hr. Tibbles             | Oprindelige Fønixorden         | Det er uvist, om han stadig lever. |
| Nymphadora Tonks        | Gendannede Fønixorden          | Tonks er en metamorfmagus, der er i stand til at ændre sit udseende som hun lyster. Hun er Auror, og deltager både i kampen i Mysteriedepartementet og i Slaget om Hogwarts, hvor hun dør. |
| Emmeline Vance          | Begge                          | Hun er med til at eskortere Harry til Fønixordenens hovedkvarter fra familien Dursley. |
| Bill Weasley            | Gendannede Fønixorden          | Han deltager i Slaget om Hogwarts. |
| Charlie Weasley         | Gendannede Fønixorden          | Han deltager i Slaget om Hogwarts. |
| Percy Weasley           | Gendannede Fønixorden          | Indtræder først i Fønixordenen, da det bliver officielt erkendt, at Voldemort er kommet tilbage til magten. Han deltager i Slaget om Hogwarts. |
| Fred Weasley            | Gendannede Fønixorden          | Han er med til at eskortere Harry til Fønixordenens hovedkvarter fra familien Dursley. Han dør under Slaget om Hogwarts. |
| George Weasley          | Gendannede Fønixorden          | Han er med til at eskortere Harry til Fønixordenens hovedkvarter fra familien Dursley. Han deltager i Slaget om Hogwarts. |
| Ron Weasley             | Gendannede Fønixorden          | Indlemmes først da han bliver sytten og har besluttet at han vil forlade Hogwarts. Han deltager i Slaget om Hogwarts. |
| Arthur Weasley          | Begge                          | Han arbejder i Ministeriet for Magi i Afdelingen for Misbrug af Mugglergenstande. I Harry Potter og Fønixordenen bliver Arthur angrebet af Voldemorts slange Nagini, mens han sidder vagt uden for Mysteriedepartementet. Harry, der er mentalt forbundet med Voldemort, ser det og får sendt hjælp af sted. Arthur bliver indlagt på Skt. Mungos Hospital for Magiske Kvæstelser, og kommer sig fuldstændigt efter angrebet. Han deltager senere i Slaget om Hogwarts. |
| Molly Weasley           | Begge                          | Hun deltager i Slaget om Hogwarts, hvor hun dræber Bellatrix Lestrange for at redde sin datter, Ginny Weasley samt Hermione Granger og Luna Lovegood. |

## Efterspil
Fønixordenen døde hen efter Voldemorts sidste fald, eftersom Ordenen eksisterede udelukkende for at arbejde mod Voldemort.